# Eurocup 2017-2018
L'Eurocup 2017-2018 (chiamata 7Days Eurocup per ragioni di sponsorizzazione) è stata la sedicesima edizione del secondo torneo europeo di pallacanestro per club organizzato da Euroleague Basketball.
Si è svolta tra ottobre 2017 e aprile 2018.

## Format competizione
Partecipano 24 squadre che vengono inserite in quattro gironi all'italiana da 6 squadre ciascuno. Le prime quattro di ciascun gruppo avanzano al turno successivo (denominato Top 16). Nella seconda fase le formazioni vengono divise in 4 gruppi di 4 squadre ciascuno. Le prime due classificate di ciascun gruppo avanzano alla fase finale ad eliminazione diretta. Le ultime due classificate di ciascun girone vengono eliminate. Quarti, semifinali e finale si giocano alla meglio delle tre partite.

## Squadre partecipanti
Le squadre partecipanti alla Regular season sono 24. Spagna, Russia e Lega Adriatica iscrivono tre squadre ciascuna, Italia, Francia, Germania e Turchia due, Israele, Grecia, Polonia e Lituania una. Sono previste inoltre tre wild card.
| Squadre partecipanti (tra parentesi è indicata la relativa posizione ottenuta nell'ultimo campionato nazionale) | Squadre partecipanti (tra parentesi è indicata la relativa posizione ottenuta nell'ultimo campionato nazionale) | Squadre partecipanti (tra parentesi è indicata la relativa posizione ottenuta nell'ultimo campionato nazionale) | Squadre partecipanti (tra parentesi è indicata la relativa posizione ottenuta nell'ultimo campionato nazionale) |
| --- | --- | --- | --- |
| Cedevita Zagabria (2°)                                                                                          | Gran Canaria (7°)                                                                                               | Ulm (3°) | Darussafaka (4°)                                                                                                |
| Partizan Belgrado (3°)                                                                                          | Bàsquet Club Andorra (8°)                                                                                       | Bayern Monaco (4°)                                                                                              | Galatasaray (6°)                                                                                                |
| BudocnosT (4°)                                                                                                  | Bilbao (10°) | Alba Berlino (WC°)                                                                                              | Tofas (WC) |
| Zenit San Pietroburgo (3°)                                                                                      | Levallois Metropolitans (3°)                                                                                    | Aquila Trento (2°)                                                                                              | Lietkabelis (2°)                                                                                                |
| Lokomotiv Kuban (4°)                                                                                            | Asvel (4°) | Pallacanestro Reggiana (6°)                                                                                     | Lietuvos (WC)                                                                                                   |
| UNICS Kazan(5°)                                                                                                 | Limoges (WC) | Auxilium Torino (WC)                                                                                            | Hapoel Gerusalemme (1°)                                                                                         |

## Regular season

### Classifiche
Se due o più squadre al termine ottengono gli stessi punti, vengono classificate in base ai seguenti criteri:
1. Scontri diretti.
2. Differenza punti negli scontri diretti.
3. Differenza punti generale.
4. Punti fatti.
5. Somma dei quozienti di punti fatti e punti subiti in ogni partita.

| Qualificata alla Top 16 |
| Eliminata               |

#### Gruppo A
|    | Squadra                 | G  | V | P | PF  | PS  | DP  | Tie |
| -- | ----------------------- | -- | - | - | --- | --- | --- | --- |
| 1. | Darussafaka             | 10 | 8 | 2 | 805 | 716 | +89 |     |
| 2. | UNICS Kazan             | 10 | 7 | 3 | 794 | 760 | +34 |     |
| 3. | Cedevita Zagabria       | 10 | 5 | 5 | 821 | 785 | +36 | +19 |
| 4. | Auxilium Torino         | 10 | 5 | 5 | 793 | 842 | -49 | -19 |
| 5. | Bàsquet Club Andorra    | 10 | 3 | 7 | 784 | 810 | -26 |     |
| 6. | Levallois Metropolitans | 10 | 2 | 8 | 755 | 839 | -84 |     |

|                         | AND   | CED   | DAR   | LEV    | TOR    | KAZ   |
| ----------------------- | ----- | ----- | ----- | ------ | ------ | ----- |
| Bàsquet Club Andorra    | ––––  | 78-71 | 68-69 | 79-61  | 83-77  | 68-76 |
| Cedevita Zagabria       | 91-73 | ––––  | 89-83 | 94-79  | 83-86  | 94-74 |
| Darussafaka             | 85-77 | 85-83 | ––––  | 100-67 | 75-77  | 78-69 |
| Levallois Metropolitans | 99-92 | 91-81 | 64-69 | ––––   | 73-79  | 67-77 |
| Auxilium Torino         | 92-86 | 65-87 | 60-89 | 92-86  | ––––   | 72-79 |
| UNICS Kazan             | 89-80 | 78-61 | 75-79 | 76-68  | 101-93 | ––––  |

#### Gruppo B
|    | Squadra                | G  | V | P | PF  | PS  | DP   | Tie |
| -- | ---------------------- | -- | - | - | --- | --- | ---- | --- |
| 1. | Bayern Monaco          | 10 | 9 | 1 | 881 | 749 | +132 |     |
| 2. | Galatasaray            | 10 | 5 | 5 | 795 | 770 | +25  | +19 |
| 3. | Pallacanestro Reggiana | 10 | 5 | 5 | 739 | 747 | -8   | -9  |
| 4. | Buducnost Podgorica    | 10 | 5 | 5 | 776 | 776 | 0    | -10 |
| 5. | Lietkabelis            | 10 | 4 | 6 | 761 | 812 | -51  |     |
| 6. | Hapoel Gerusalemme     | 10 | 2 | 8 | 767 | 865 | -98  |     |

|                        | BAY   | BUD   | GAL   | HAP    | LIE   | REG   |
| ---------------------- | ----- | ----- | ----- | ------ | ----- | ----- |
| Bayern Monaco          | ––––  | 85-82 | 86-78 | 111-85 | 93-57 | 83-58 |
| Buducnost Podgorica    | 60-76 | ––––  | 87-78 | 92-75  | 76-62 | 82-74 |
| Galatasaray            | 69-86 | 82-61 | ––––  | 87-78  | 73-78 | 82-72 |
| Hapoel Gerusalemme     | 83-91 | 81-86 | 81-91 | ––––   | 93-81 | 66-79 |
| Lietkabelis            | 87-88 | 86-79 | 77-84 | 86-72  | ––––  | 75-82 |
| Pallacanestro Reggiana | 90-82 | 77-71 | 74-71 | 61-63  | 82-85 | ––––  |

#### Gruppo C
|    | Squadra           | G  | V  | P | PF  | PS  | DP   | Tie |
| -- | ----------------- | -- | -- | - | --- | --- | ---- | --- |
| 1. | Lokomotiv Kuban   | 10 | 10 | 0 | 851 | 710 | +141 |     |
| 2. | Lietuvos          | 10 | 6  | 4 | 855 | 796 | +59  | +14 |
| 3. | Alba Berlino      | 10 | 6  | 4 | 847 | 812 | +35  | -14 |
| 4. | Limoges           | 10 | 5  | 5 | 787 | 804 | -17  |     |
| 5. | Bilbao            | 10 | 2  | 8 | 821 | 899 | -78  |     |
| 6. | Partizan Belgrado | 10 | 1  | 9 | 811 | 951 | -140 |     |

|                   | BER   | BIL    | LIE   | LIM    | KUB   | PAR    |
| ----------------- | ----- | ------ | ----- | ------ | ----- | ------ |
| Alba Berlino      | ––––  | 86-68  | 93-86 | 78-84  | 84-89 | 111-85 |
| Bilbao            | 86-94 | ––––   | 79-96 | 91-98  | 69-91 | 92-96  |
| Lietuvos          | 94-73 | 83-93  | ––––  | 92-76  | 85-93 | 93-75  |
| Limoges           | 65-73 | 86-74  | 69-71 | ––––   | 61-63 | 92-83  |
| Lokomotiv Kuban   | 75-59 | 102-86 | 77-68 | 81-55  | ––––  | 99-64  |
| Partizan Belgrado | 80-96 | 67-83  | 80-91 | 98-101 | 83-93 | ––––   |

#### Gruppo D
|    | Squadra               | G  | V | P | PF  | PS  | DP  | Tie |
| -- | --------------------- | -- | - | - | --- | --- | --- | --- |
| 1. | Asvel                 | 10 | 7 | 3 | 856 | 814 | +42 |     |
| 2. | Aquila Trento         | 10 | 6 | 4 | 830 | 797 | +33 | +11 |
| 3. | Zenit San Pietroburgo | 10 | 6 | 4 | 862 | 864 | -2  | -11 |
| 4. | Gran Canaria          | 10 | 5 | 5 | 884 | 837 | +47 |     |
| 5. | Tofas                 | 10 | 4 | 6 | 826 | 861 | -35 |     |
| 6. | Ulm                   | 10 | 2 | 8 | 830 | 915 | -85 |     |

|                       | ASV     | CAN   | TOF   | TRE   | ULM    | ZEN    |
| --------------------- | ------- | ----- | ----- | ----- | ------ | ------ |
| Asvel                 | ––––    | 68-84 | 84-74 | 79-67 | 108-77 | 88-85  |
| Gran Canaria          | 128-129 | ––––  | 92-71 | 85-76 | 97-84  | 97-87  |
| Tofas                 | 82-81   | 98-94 | ––––  | 79-91 | 100-84 | 76-80  |
| Aquila Trento         | 85-75   | 79-76 | 88-91 | ––––  | 77-66  | 103-81 |
| Ulm                   | 84-94   | 97-87 | 83-73 | 84-94 | ––––   | 93-95  |
| Zenit San Pietroburgo | 89-92   | 90-85 | 84-82 | 81-70 | 90-78  | ––––   |

## Top 16
Vi prendono parte le 16 squadre che hanno superato la Regular Season.
Le 16 formazioni sono suddivise in 4 raggruppamenti da 4 squadre ciascuno. Si qualificano ai quarti di finale le prime due classificate di ogni girone.

### Classifiche
Nel caso due o più squadre al termine ottengano gli stessi punti, vengono classificate in base ai seguenti criteri:
1. Scontri diretti.
2. Differenza punti negli scontri diretti.
3. Differenza punti generale.
4. Punti fatti.
5. Somma dei quozienti di punti fatti e punti subiti in ogni partita.

| Qualificata alla fase ad eliminazione diretta |
| Eliminata                                     |

#### Gruppo E
|    | Squadra      | G | V | P | PF  | PS  | DP  | Tie |
| -- | ------------ | - | - | - | --- | --- | --- | --- |
| 1. | Darussafaka  | 6 | 5 | 1 | 480 | 412 | +68 |     |
| 2. | Gran Canaria | 6 | 4 | 2 | 507 | 484 | +23 |     |
| 3. | Alba Berlino | 6 | 2 | 4 | 469 | 483 | -14 |     |
| 4. | Galatasaray  | 6 | 1 | 5 | 448 | 525 | -77 |     |

|              | BER    | CAN    | DAR   | GAL   |
| ------------ | ------ | ------ | ----- | ----- |
| Alba Berlino | ––––   | 72-75  | 66-79 | 95-62 |
| Gran Canaria | 100-81 | ––––   | 78-70 | 76-87 |
| Darussafaka  | 82-70  | 88-70  | ––––  | 77-63 |
| Galatasaray  | 92-97  | 86-108 | 65-84 | ––––  |

#### Gruppo F
|    | Squadra               | G | V | P | PF  | PS  | DP  | Tie |
| -- | --------------------- | - | - | - | --- | --- | --- | --- |
| 1. | Bayern Monaco         | 6 | 5 | 1 | 526 | 480 | +46 |     |
| 2. | Zenit San Pietroburgo | 6 | 4 | 2 | 549 | 528 | +21 |     |
| 3. | Auxilium Torino       | 6 | 2 | 4 | 479 | 543 | -64 |     |
| 4. | Lietuvos              | 6 | 1 | 5 | 527 | 530 | -3  |     |

|                       | BAY   | LIE     | TOR    | ZEN   |
| --------------------- | ----- | ------- | ------ | ----- |
| Bayern Monaco         | ––––  | 81-68   | 107-81 | 95-78 |
| Lietuvos              | 85-87 | ––––    | 101-68 | 96-98 |
| Auxilium Torino       | 90-76 | 83-77   | ––––   | 73-87 |
| Zenit San Pietroburgo | 78-80 | 113-100 | 95-84  | ––––  |

#### Gruppo G
|    | Squadra             | G | V | P | PF  | PS  | DP  | Tie |
| -- | ------------------- | - | - | - | --- | --- | --- | --- |
| 1. | Lokomotiv Kuban     | 6 | 6 | 0 | 470 | 392 | +78 |     |
| 2. | Buducnost Podgorica | 6 | 4 | 2 | 451 | 420 | +31 |     |
| 3. | Aquila Trento       | 6 | 2 | 4 | 452 | 481 | -29 |     |
| 4. | Cedevita Zagabria   | 6 | 0 | 6 | 400 | 480 | -80 |     |

|                     | BUD     | CED   | KUB   | TRE   |
| ------------------- | ------- | ----- | ----- | ----- |
| Buducnost Podgorica | ––––    | 84-52 | 62-68 | 79-66 |
| Cedevita Zagabria   | 75-78   | ––––  | 60-85 | 77-81 |
| Lokomotiv Kuban     | 77-66   | 69-64 | ––––  | 97-69 |
| Aquila Trento       | 105-106 | 83-72 | 71-74 | ––––  |

#### Gruppo H
|    | Squadra                | G | V | P | PF  | PS  | DP  | Tie |
| -- | ---------------------- | - | - | - | --- | --- | --- | --- |
| 1. | Pallacanestro Reggiana | 6 | 4 | 2 | 444 | 414 | +30 | +3  |
| 2. | UNICS Kazan            | 6 | 4 | 2 | 447 | 437 | +10 | -3  |
| 3. | Asvel                  | 6 | 3 | 3 | 461 | 424 | +37 |     |
| 4. | Limoges                | 6 | 1 | 5 | 417 | 494 | -77 |     |

|                        | ASV   | LIM   | REG   | KAZ   |
| ---------------------- | ----- | ----- | ----- | ----- |
| Asvel                  | ––––  | 92-78 | 68-64 | 77-83 |
| Limoges                | 61-87 | ––––  | 80-71 | 66-69 |
| Pallacanestro Reggiana | 75-68 | 87-54 | ––––  | 76-75 |
| UNICS Kazan            | 88-84 | 88-78 | 69-71 | ––––  |

## Fase ad eliminazione diretta
Nella fase ad eliminazione diretta le squadre si affrontano in serie al meglio delle tre partite. La squadra meglio piazzata delle due nella Top 16 giocherà la prima e la terza (se necessaria) partita in casa.

### Tabellone
|  | Quarti di finale | Quarti di finale       | Quarti di finale    | Quarti di finale | Quarti di finale |  |  | Semifinali | Semifinali             | Semifinali             | Semifinali       | Semifinali       |    |    | Finale | Finale      | Finale      | Finale | Finale |  |
|  |                  |                        |                     |                  |                  |  |  |            |                        |                        |                  |                  |    |    |        |             |             |        |        |  |
|  | 1E               | Darüşşafaka            | Darüşşafaka         | 57               | 78               |  |  |            |                        |                        |                  |                  |    |    |        |             |             |        |        |  |
|  | 2G               | Budućnost Podgorica    | Budućnost Podgorica | 54               | 71               |  |  | 1E         | Darüşşafaka            | Darüşşafaka            | 76               | 87               |    |    |        |             |             |        |        |  |
|  | 1F               | Bayern Monaco          | 83                  | 73               | 91               |  |  | 1F         | Bayern Monaco          | Bayern Monaco          | 74               | 83               |    |    |        |             |             |        |        |  |
|  | 2H               | UNICS Kazan'           | 75                  | 80               | 81               |  |  |            |                        |                        |                  |                  |    |    | 1E     | Darüşşafaka | Darüşşafaka | 81     | 67     |  |
|  | 1G               | Lokomotiv Kuban'       | Lokomotiv Kuban'    | 79               | 80               |  |  |            |                        | 1G                     | Lokomotiv Kuban' | Lokomotiv Kuban' | 78 | 59 |        |             |             |        |        |  |
|  | 2E               | Gran Canaria           | Gran Canaria        | 74               | 59               |  |  | 1G         | Lokomotiv Kuban'       | Lokomotiv Kuban'       | 82               | 79               |    |    |        |             |             |        |        |  |
|  | 1H               | Pallacanestro Reggiana | 75                  | 77               | 105              |  |  | 1H         | Pallacanestro Reggiana | Pallacanestro Reggiana | 65               | 69               |    |    |        |             |             |        |        |  |
|  | 2F               | Zenit San Pietroburgo  | 61                  | 91               | 99               |  |  |            |                        |                        |                  |                  |    |    |        |             |             |        |        |  |

### Quarti di finale
| Squadra 1              | Totale | Squadra 2             | Gara 1  | Gara 2  | Gara 3  |
| ---------------------- | ------ | --------------------- | ------- | ------- | ------- |
| Darüşşafaka            | 2 - 0  | Budućnost Podgorica   | 57 - 54 | 78 - 71 |         |
| Bayern Monaco          | 2 - 1  | UNICS Kazan'          | 83 - 75 | 73 - 80 | 91 - 81 |
| Lokomotiv Kuban'       | 2 - 0  | Gran Canaria          | 79 - 74 | 80 - 59 |         |
| Pallacanestro Reggiana | 2 - 1  | Zenit San Pietroburgo | 75 - 61 | 77 - 91 | 105-99  |

### Semifinali
| Squadra 1        | Totale | Squadra 2              | Gara 1  | Gara 2  | Gara 3 |
| ---------------- | ------ | ---------------------- | ------- | ------- | ------ |
| Darüşşafaka      | 2 - 0  | Bayern Monaco          | 76 - 74 | 87 - 83 |        |
| Lokomotiv Kuban' | 2 - 0  | Pallacanestro Reggiana | 82 - 65 | 79 - 69 |        |

### Finale
| Squadra 1        | Totale | Squadra 2   | Gara 1  | Gara 2  | Gara 3 |
| ---------------- | ------ | ----------- | ------- | ------- | ------ |
| Lokomotiv Kuban' | 0 - 2  | Darüşşafaka | 78 - 81 | 59 - 67 | -      |

#### Gara 1
| Arbitri: | Damir Javor Emilio Pérez Pizarro Rain Peerandi |

|                               |            |                                |
| Kulagin 18 Collins 14 Babb 13 | Punti      | 24 Wilbekin 19 Cummings 9 Kidd |
| Kulagin 7                     | Assist     | 5 Sant-Roos, Wilbekin          |
| Lacey 7                       | Rimbalzi   | 8 Cummings                     |
| Saša Obradović                | Allenatori | David Blatt                    |

| Quintetto titolare | Quintetto titolare | Quintetto titolare  | Pt   | Rim  | Ass  |
| ------------------ | ------------------ | ------------------- | ---- | ---- | ---- |
| G                  | 13                 | Dmitrij Chvostov    | 0    | 0    | 0    |
| G                  | 7                  | Trevor Lacey        | 5    | 7    | 0    |
| AP                 | 1                  | Mardy Collins       | 14   | 7    | 4    |
| AG                 | 10                 | Vladimir Ivlev      | 0    | 0    | 0    |
| C                  | 41                 | Brian Qvale         | 6    | 3    | 0    |
| Panchina:          |                    |                     |      |      |      |
| A                  | 2                  | Pavel Antipov       | 3    | 1    | 0    |
| P                  | 3                  | Joe Ragland         | 10   | 5    | 2    |
| G                  | 4                  | Evgenij Baburin     | n.e. | n.e. | n.e. |
| AG                 | 12                 | Stanislav Ilnitskiy | 0    | 0    | 0    |
| AC                 | 15                 | Frank Elegar        | 9    | 6    | 0    |
| G                  | 19                 | Chris Babb          | 13   | 2    | 1    |
| G                  | 24                 | Dmitrij Kulagin     | 18   | 6    | 7    |
| Allenatore:        |                    |                     |      |      |      |
| Saša Obradović     |                    |                     |      |      |      |

| Lokomotiv Kuban |  | Darüşşafaka |

| Lokomotiv Kuban' | Statistiche        | Darüşşafaka   |
| ---------------- | ------------------ | ------------- |
|                  | Statistiche        |               |
| 19/48 (39.6%)    | Tiro da 2          | 23/38 (60.5%) |
| 10/25 (40%)      | Tiro da 3          | 6/21 (28.6%)  |
| 10/13 (76.9%)    | Tiri liberi        | 17/27 (63%)   |
| 21               | Rimbalzi offensivi | 11            |
| 24               | Rimbalzi difensivi | 25            |
| 45               | Rimbalzi totali    | 36            |
| 14               | Assist             | 18            |
| 9                | Palle perse        | 7             |
| 4                | Palle rubate       | 6             |
| 2                | Stoppate           | 7             |
| 24               | Falli              | 18            |

| Quintetto titolare | Quintetto titolare | Quintetto titolare | Pt   | Rim  | Ass  |
| ------------------ | ------------------ | ------------------ | ---- | ---- | ---- |
| P                  | 1                  | Scottie Wilbekin   | 24   | 3    | 5    |
| AP                 | 23                 | Howard Sant-Roos   | 7    | 2    | 5    |
| AP                 | 13                 | Okben Ulubay       | 5    | 1    | 0    |
| AC                 | 25                 | JaJuan Johnson     | 7    | 7    | 1    |
| AC                 | 50                 | Micheal Eric       | 0    | 2    | 2    |
| Panchina:          |                    |                    |      |      |      |
| AP                 | 0                  | Stanton Kidd       | 9    | 3    | 1    |
| P                  | 3                  | Kartal Özmızrak    | 0    | 0    | 0    |
| G                  | 5                  | Muhammed Baygül    | 2    | 3    | 0    |
| C                  | 9                  | Emircan Koşut      | n.e. | n.e. | n.e. |
| P                  | 12                 | Will Cummings      | 19   | 8    | 3    |
| P                  | 18                 | Doğuş Özdemiroğlu  | 0    | 0    | 0    |
| AC                 | 19                 | Furkan Aldemir     | 8    | 5    | 1    |
| Allenatore:        |                    |                    |      |      |      |
| David Blatt        |                    |                    |      |      |      |

#### Gara 2
| Arbitri: | Miguel Perez Perez Matej Boltauzer Mehdi Difallah |

|                                              |            |                                        |
| Wilbekin 28 Cummings 10 Johnson, Sant-Roos 8 | Punti      | 18 Ragland 12 Qvale 8 Collins, Kulagin |
| Ulubay 4                                     | Assist     | 3 Collins                              |
| Johnson 11                                   | Rimbalzi   | 10 Lacey                               |
| David Blatt                                  | Allenatori | Saša Obradović                         |

| Quintetto titolare | Quintetto titolare | Quintetto titolare | Pt   | Rim  | Ass  |
| ------------------ | ------------------ | ------------------ | ---- | ---- | ---- |
| P                  | 1                  | Scottie Wilbekin   | 28   | 0    | 1    |
| AP                 | 23                 | Howard Sant-Roos   | 8    | 6    | 2    |
| AP                 | 13                 | Okben Ulubay       | 0    | 1    | 4    |
| AC                 | 25                 | JaJuan Johnson     | 8    | 11   | 1    |
| AC                 | 50                 | Micheal Eric       | 2    | 3    | 0    |
| Panchina:          |                    |                    |      |      |      |
| AP                 | 0                  | Stanton Kidd       | 2    | 3    | 0    |
| P                  | 3                  | Kartal Özmızrak    | 3    | 0    | 0    |
| G                  | 5                  | Muhammed Baygül    | 3    | 1    | 0    |
| C                  | 9                  | Emircan Koşut      | n.e. | n.e. | n.e. |
| P                  | 12                 | Will Cummings      | 10   | 3    | 1    |
| P                  | 18                 | Doğuş Özdemiroğlu  | 0    | 0    | 0    |
| AC                 | 19                 | Furkan Aldemir     | 3    | 2    | 1    |
| Allenatore:        |                    |                    |      |      |      |
| David Blatt        |                    |                    |      |      |      |

| Darüşşafaka | Lokomotiv |

| Darüşşafaka   | Statistiche        | Lokomotiv     |
| ------------- | ------------------ | ------------- |
|               | Statistiche        |               |
| 11/28 (39.3%) | Tiro da 2          | 19/41 (46.3%) |
| 10/25 (40%)   | Tiro da 3          | 4/19 (21.1%)  |
| 15/19 (78.9%) | Tiri liberi        | 9/12 (75%)    |
| 8             | Rimbalzi offensivi | 14            |
| 25            | Rimbalzi difensivi | 26            |
| 33            | Rimbalzi totali    | 40            |
| 10            | Assist             | 8             |
| 11            | Palle perse        | 12            |
| 5             | Palle rubate       | 5             |
| 3             | Stoppate           | 3             |
| 20            | Falli              | 23            |

| Quintetto titolare | Quintetto titolare | Quintetto titolare  | Pt | Rim | Ass |
| ------------------ | ------------------ | ------------------- | -- | --- | --- |
| P                  | 3                  | Joe Ragland         | 18 | 2   | 0   |
| G                  | 24                 | Dmitrij Kulagin     | 8  | 7   | 2   |
| AP                 | 1                  | Mardy Collins       | 8  | 5   | 3   |
| A                  | 2                  | Pavel Antipov       | 2  | 3   | 1   |
| AC                 | 15                 | Frank Elegar        | 2  | 3   | 0   |
| Panchina:          |                    |                     |    |     |     |
| G                  | 4                  | Evgenij Baburin     | 0  | 2   | 1   |
| G                  | 7                  | Trevor Lacey        | 6  | 10  | 0   |
| AG                 | 10                 | Vladimir Ivlev      | 0  | 0   | 0   |
| AG                 | 12                 | Stanislav Ilnitskiy | 0  | 0   | 0   |
| G                  | 13                 | Dmitrij Chvostov    | 0  | 0   | 0   |
| G                  | 19                 | Chris Babb          | 3  | 1   | 0   |
| C                  | 41                 | Brian Qvale         | 12 | 4   | 1   |
| Allenatore:        |                    |                     |    |     |     |
| Saša Obradović     |                    |                     |    |     |     |

## Premi

### MVP di giornata
Regular season
| Round | Player              | Team                    | VAL | Ref.   |
| ----- | ------------------- | ----------------------- | --- | ------ |
| 1     | Luke Sikma          | Alba Berlino            | 31  | [ 2 ]  |
| 2     | Rokas Giedraitis    | Lietuvos                | 31  | [ 3 ]  |
| 2     | Jalen Reynolds      | Pallacanestro Reggiana  | 31  | [ 3 ]  |
| 3     | Nigel Williams-Goss | Partizan Belgrado       | 34  | [ 4 ]  |
| 4     | Peyton Siva         | Alba Berlino            | 31  | [ 5 ]  |
| 4     | Trevor Lacey        | Lokomotiv Kuban         | 31  | [ 5 ]  |
| 5     | Adas Juškevičius    | Lietkabelis             | 38  | [ 6 ]  |
| 6     | Chris Kramer        | Lietuvos                | 38  | [ 7 ]  |
| 7     | John Roberson       | Asvel                   | 30  | [ 8 ]  |
| 8     | Danilo Barthel      | Bayern Monaco           | 33  | [ 9 ]  |
| 9     | Boris Diaw          | Levallois Metropolitans | 29  | [ 10 ] |
| 10    | John Roberson (2)   | Asvel                   | 44  | [ 11 ] |

Top 16
| Round | Player           | Team                  | VAL | Ref.   |
| ----- | ---------------- | --------------------- | --- | ------ |
| 1     | Dustin Hogue     | Aquila Trento         | 40  | [ 12 ] |
| 2     | Kyle Kuric       | Zenit San Pietroburgo | 40  | [ 13 ] |
| 3     | Devin Booker     | Bayern Monaco         | 38  | [ 14 ] |
| 4     | Martynas Echodas | Lietuvos              | 29  | [ 15 ] |
| 5     | Danilo Barthel   | Bayern Monaco         | 42  | [ 16 ] |
| 6     | Peyton Siva      | Alba Berlino          | 26  | [ 17 ] |

### Riconoscimenti individuali
- Eurocup MVP:  Scottie Wilbekin,  Darüşşafaka[18]
- Eurocup Finals MVP:  Scottie Wilbekin,  Darüşşafaka[19]
- Eurocup Rising Star:  Džanan Musa,  Cedevita Junior[20]
- Eurocup Coach of the Year:  Saša Obradović,  Lokomotiv Kuban'[21]

### Quintetti ideali
- All-Eurocup First Team[22]:
  -  Scottie Wilbekin (  Darüşşafaka )
  -  Quino Colom (  UNICS Kazan' )
  -  Amedeo Della Valle (  Pall. Reggiana )
  -  Ryan Broekhoff (  Lokomotiv Kuban' )
  -  Devin Booker (  Bayern Monaco )
- All-Eurocup Second Team[23]:
  -  Nikola Ivanović (  Budućnost )
  -  Kyle Kuric (  Zenit S. Pietroburgo )
  -  Dmitrij Kulagin (  Lokomotiv Kuban' )
  -  JaJuan Johnson (  Darüşşafaka )
  -  Ondřej Balvín (  Gran Canaria )